# Energy Economics
Energy Economics is een tweemaandelijks aan collegiale toetsing onderworpen wetenschappelijk tijdschrift op het gebied van energie-economie. Het wordt uitgegeven door Elsevier. De hoofdredacteur is de Nederlandse klimaat- en milieueconoom Richard Tol. Het Journal of Energy Finance & Development (1996-1999) werd in 1999 opgenomen in Energy Economics.